# Свержевский, Людвиг Иосифович
Людвиг Иосифович Свержевский (1867—1941) — русский учёный, врач-оториноларинголог, заслуженный деятель науки РСФСР.

## Биография
Людвиг Иосифович Свержевский родился 6 сентября (25 августа) 1867 года в Витебской губернии в семье дворянина. Детей было семеро: шесть братьев и одна сестра.
Среднее образование Л. И. Свержевский получил в Витебской классической гимназии. По окончании гимназии в 1888 году он поступает на медицинский факультет Императорского Московского университета, который оканчивает с отличием (1893). Оставлен в качестве внештатного ординатора в терапевтической клинике Московского университета, руководимой М. П. Чериновым. Оставаясь ординатором пропедевтической клиники, работал в Сакской земской больнице в качестве врача-лаборанта (В 1895—1896). В качестве ординатора написал экспериментальную работу: «Морфологические изменения крови при бронхиальной астме» (Медицинское обозрение, 1894, № 14), эта работа в то время была одной из первых в России по гематологии.
С 1898 работал ассистентом в терапевтической госпитальной клинике Императорского Варшавского университета у профессора А. Е. Щербака. Там же защитил диссертацию на степень доктора медицины «О влиянии токсинов и антитоксинов на азотистый и газовый обмен у животных» (1900). Затем служил земским врачом в Воронежской губернии, амбулаторным врачом Московского городского самоуправления.
Работал в крупнейших клиниках Парижа, Берлина, Кракова, Мюнхена (1900—1903). После возвращения из-за границы в Москву (1903) работает амбулаторным врачом-оториноларингологом пропедевтической терапевтической клиники Московского университета и одновременно — хирургом-оториноларингологом, хирургического отделения Бахрушинской больницы.
С 1905 года — доцент кафедры врачебной диагностики Московского Университета, где читал факультатив: курс болезней уха, горла и носа.
В 1911 году был избран профессором по лор-кафедре Московских высших женских курсов, после Октябрьской революции переименованных в медицинский факультет 2-го МГУ, а позже — во 2-й Медицинский институт. При слиянии впоследствии этого факультета с Московским медицинским институтом Л. И. Свержевский был переизбран директором и профессором на этой кафедре.
В 1915 году ЛОР кафедре был предоставлен стационар на 18 коек — прообраз ЛОР клиники, которую Л. И. Свержевский возглавил в 1919 году.
С 1919 и до конца жизни — заведующий кафедрой болезней уха, горла и носа 2-го МГУ (с 1930 — 2-го ММИ) и одновременно руководитель организованный им в 1919 ЛОР-клиники 1-й Градской больницы. Профессор клиники болезней уха, горла и носа им. Ю. И. Базановой медицинского факультета МГУ (1925—1930).
С 1935 — один из организаторов и первый директор созданного по его инициативе на базе ЛОР-клиники 2-го ММИ ЦНИИ оториноларингологии.

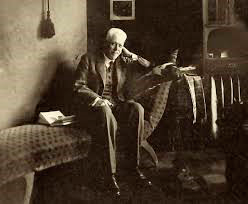
Свержевский Л. И.

В конце 1924 года после 10-летнего перерыва состоялся 4-й Всесоюзный (4-й Всероссийский) съезд оториноларингологов. Крупный историк отечественной отоларингологии А. М. Пучковский писал (1936) о том, что число участников съезда превзошло все ожидания, съехалось до 230 человек, причем в отличие от предыдущих съездов, превалировали молодые врачи. Замечательно выступление проф. Л. И. Свержевского на IV Всесоюзном съезде оториноларингологов в 1937 г.: «Наконец, — говорил Людвиг Иосифович, — пришел к нам настоящий хозяин. Этот хозяин — клиника, наблюдение над больным человеком. Ведь теории меняются очень быстро. Иногда проходит 10—20 лет и теория может оказаться ложной, больной же человек остается, а правильные клинические наблюдения переживают столетия…»
Л. И. Свержевский — заслуженный деятель науки РСФСР (1934), один из лечащих врачей В. И. Ленина.
В 1934 г. Л. И. Свержевский удостоен звания Заслуженный деятель науки РСФСР и награждён орденом Трудового Красного Знамени (15.06.1934).
Инициатор создания Всероссийского (1933) и Всесоюзного (1940) научных съездов оториноларингологов, создатель и первый руководитель Московского института уха, горла и носа (1936).

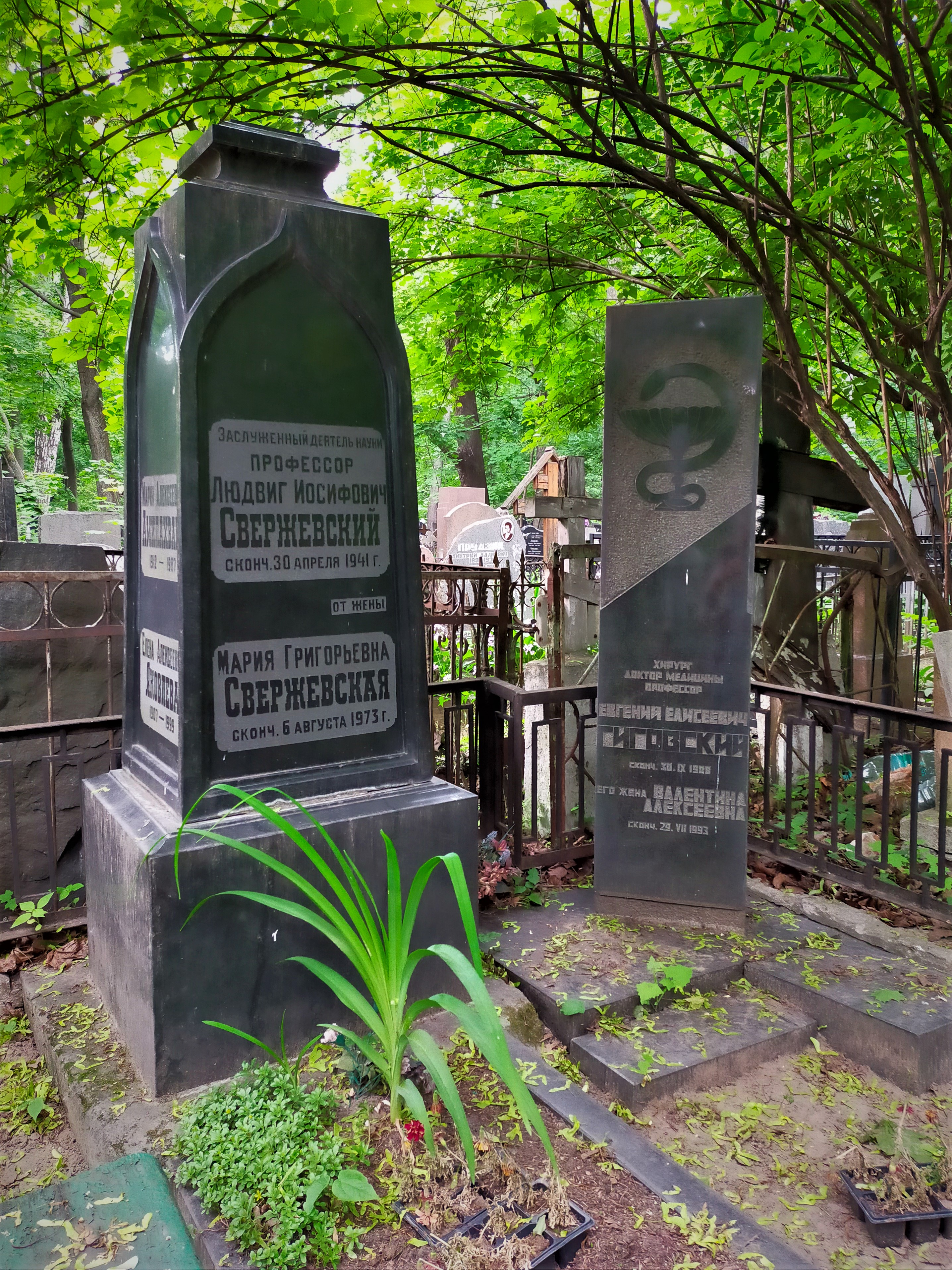
Могила Л. И. Свержевского на Введенском кладбище

Людвига Иосифовича не стало 30 апреля 1941 года. Он был похоронен на Введенском кладбище (23 уч.). Обычно деятелю такого масштаба памятник на кладбище устанавливает государство, но в случае со Свержевским получилось иначе. Через два месяца началась Великая Отечественная война, Москва быстро стала прифронтовым городом, и в горячке тревожных событий этого сделано не было. Памятник на собственные средства установила жена.

## Научная деятельность
Один из основоположников отечественной оториноларингологии, основатель научно-клинической школы отоларингологии и нового направления в медицине — оториноневрохирургии. Автор научных трудов по анатомии, топографии и патологии придаточных полостей носа и слезопроводящих путей у взрослых и детей. Один из первых занялся изучением злокачественных новообразований носа и носоглотки, заболеваниями верхних дыхательных путей и уха, лечением стенозов гортани, разработкой вопросов инфекционных поражений органа слуха и верхних дыхательных путей при малярии, сыпном и возвратном тифах, огнестрельных ранениях лица. Впервые в России описал клиническую картину твердого шанкра небных миндалин (1906), амилоидоз гортани (1910), мастоидит при тифах. Предложил метод хирургической диатермии (прижигания) при онкологических заболеваниях верхних дыхательных путей. Из его последних работ заслуживает внимания применение хирургической диатермии в оториноларингологии. Всего им написано 38 работ.
Выделил отоневрологию в отдельную отрасль, создал первое в стране отоневрологическое отделение, впервые в мировой литературе детально разработал варианты строения слезноносового канала (форма, характер, место окончания перепончатого отдела у детей и взрослых).

### Научные труды
- Труды клиники уха, горла и носа им. проф. Л. И. Свержевского 2-й МГМИ. 1921—1934 гг. — М., 1934.
- Отоларингологический сборник, посвященный 40-летию деятельности засл. деятеля науки РСФСР проф. Л. И. Свержевского. М.; Л., 1937.
- Труды Центрального отоларингологического Института Наркомздрава РСФСР: Сб. № 1. — М., 1940.

## Память

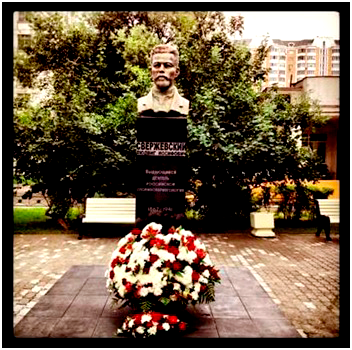
Единственный в мире памятник врачу-оториноларингологу, профессору Л. И. Свержевскому

- В Москве действует «Научно-исследовательский клинический институт оториноларингологии им Л. И. Свержевского».
- В 2012 году был торжественно открыт единственный в мире памятник врачу-оториноларингологу, профессору Л. И. Свержевскому рядом с клиническим корпусом НИКИО, памятник — работа скульптора, народного художника России А. Н. Бурганова
- Экспозиция, посвященная Л. И. Свержевскому, расположена на территории Научно-исследовательского клинического института оториноларингологии (личные вещи).
- В сентябре 2018 года в Донском районе Москвы появилась улица Свержевского[1].

## Адрес
Жил на Тверской ул. (на месте нынешн. д. 11) (нач. 1900-х); на ул. Воздвиженка, 11 (1900—30-е).